# Gerygone magnirostris
A Gerygone magnirostris a madarak osztályának verébalakúak (Passeriformes) rendjébe és az ausztrálposzáta-félék (Acanthizidae) családjába tartozó faj.

## Rendszerezése
A fajt John Gould angol ornitológus írta le 1843-ban.

## Alfajai
- Gerygone magnirostris affinis A. B. Meyer, 1874
- Gerygone magnirostris brunneipectus (Sharpe, 1879)
- Gerygone magnirostris cairnsensis Mathews, 1912
- Gerygone magnirostris cobana (Mathews, 1926)
- Gerygone magnirostris conspicillata (G. R. Gray, 1859)
- Gerygone magnirostris magnirostris Gould, 1843
- Gerygone magnirostris occasa Ripley, 1957
- Gerygone magnirostris onerosa Hartert, 1899
- Gerygone magnirostris proxima Rothschild & Hartert, 1918
- Gerygone magnirostris rosseliana Hartert, 1899
- Gerygone magnirostris tagulana Rothschild & Hartert, 1918[2]

## Előfordulása
Ausztrália, Indonézia és Pápua Új-Guinea területén honos. A természetes szubtrópusi és trópusi síkvidéki esőerdők, száraz erdők és mangroveerdők, valamint cserjések.

## Megjelenése
Testhossza 10–12 centiméter, testtömege 7 gramm.

## Életmódja
Ízeltlábúakkal táplálkozik.